# مامیکو تایاما
مامیکو تایاما (انگلیسی: Mamiko Tayama؛ زاده ۲۹ مارس ۱۹۷۴) یک خواننده و مدل اهل ژاپن است. 